# Vitaliteitsecho
Een vitaliteitsecho is een vroege zwangerschapsecho die tussen ongeveer zes en negen weken zwangerschap wordt uitgevoerd om te beoordelen of het om een vitale zwangerschap gaat. Het wordt ook vroege echo genoemd. 
De vitaliteitsecho wordt uitgevoerd met een transducer die geluidsgolven uitzendt en de teruggekaatste golven omzet in beelden op een scherm. De procedure is niet-invasief en wordt als veilig beschouwd voor zowel de moeder als de foetus.
Pas vanaf een zwangerschapsduur van twaalf weken mag er naar het hartje geluisterd worden. Die techniek gebruikt het dopplereffect, waarbij  de baarmoeder en de foetus veel meer energie opnemen.
De echo wordt op het oog beoordeeld op de volgende punten:
- Klopt het hartje?
- Ligt de foetus goed of afwijkend, is er een buitenbaarmoederlijke zwangerschap?
- Eenling of meerling?
- De vorm van de baarmoeder
- Het beeld van beide eierstokken.

Dit is alleen goed te beoordelen middels een inwendige (transvaginale) echo, waarbij een sonde wordt ingebracht in de vagina.
Doorgaans wordt de vitaliteitsecho uitgevoerd op medische indicatie, maar een verloskundige praktijk kan deze ook aanbieden voorafgaand aan de intake. Mogelijke medische indicaties zijn bloedverlies, buikpijn, en een eerdere zwangerschap met afwijkend verliep, bijvoorbeeld een miskraam of een buitenbaarmoederlijke zwangerschap. 
Bij een inwendige (transvaginale) echo moet de blaas leeg zijn. De keuze voor transvaginale echoscopie hangt niet af van de kwaliteit van de echo apparatuur. Ook bij de meest geavanceerde apparatuur wordt de vitaliteitsecho uitgevoerd met de transvaginale transducer.

## Nederland
De Beroepsvereniging Echoscopisten Nederland (BEN) hanteert de richtlijn dat de vitaliteitsecho vóór de tiende week middels inwendige echoscopie wordt uitgevoerd door een echoscopist die ten minste gecertificeerd is als basisechoscopist en is ingeschreven in het echokwaliteitsregister.